# Нікос Хатзікіріакос-Ґікас
Нікос Хатзікіріакос-Ґікас (грец. Νίκος Χατζηκυριάκος-Γκίκας, 26 лютого 1906, Афіни — 3 вересня 1994, Афіни) — грецький художник, скульптор, іконограф, письменник і науковець. Засновник Грецького товариства мистецьких критиків, Міжнародної асоціації мистецьких критиків.

## Біографія
Нікос Хатзікіріакос-Ґікас народився в Афінах 1906 року в родині Ґіка. Ще в юні роки (1918—1922) родина визнала потенціал його таланту і організувала для нього навчання живопису у відомого художника Константіноса Партеніса. 1923 року він вирушив до Парижа для вивчення французької літератури та естетики в Сорбоннському університеті. Під час свого першого місяця у Парижі брав участь у виставці, яка відбулася в Салоні «Independants». 1924 року продовжив навчання в живопису і гравюрі в Академії Рансон. 1927 року відбулася його перша персональна виставка в Галереї Персьє. Пабло Пікассо сам помітив і прокоментував роботи молодого грецького художника.
1933 року він організував в Афінах четвертий Міжнародний архітектурний симпозіум. 1934 року організував іншу виставку своїх картин і скульптур в Галереї де Cahiers d' Art, взяв участь в міжнародних виставках у Парижі й Венеції. З 1935 по 1937 рік працював одним з редакторів художнього журналу «Третє око». 1941 році йому запропонували посаду в архітектурній школі Національного технічного університету Афін. 1949 року заснував разом з іншими митцями, серед яких були Янніс Мораліс, Янніс Царухіс, Нікос Ніколау, Нікос Енгонопулос і Панайотіс Теціс, артгурток «Армос». 1950 року став грецьким учасником на Венеціанському бієнале, де представив 17 своїх картин.
В період 1950—1968 років він організував 12 виставок в Афінах, Парижі, Лондоні, Берліні, Женеві і Нью-Йорку. 1961 року одружився з Барбарою Хатчінсон, яка раніше був дружиною Віктора Ротшильда, третього барона Ротшильда, і класициста Рекса Ворнера. 1974 року став членом Афінської академії, а 1986 року — членом Королівської академії в Лондоні. Також був членом Академії Тіберіана в Римі і отримав звання Officier des Arts et des Lettres від французького уряду.
1988 року відбулася його остання виставка в Королівській Академії в Лондоні. Його дружина Барбара померла 1989 року. Сам Нікос Хатзікіріакос-Ґікас помер 3 вересня 1994 року в Афінах.
Сьогодні в Греції його шанують як одного з найвизначніших новогрецьких митців. Його будинок перетворено на музей і в наш час[коли?] він перебуває у підпорядкуванні Музею Бенакі.